# 迁徙自由
迁徙自由是一个人权概念，其中下列情況諸如个人在一个国家领土内从一个地方來到另一个地方以及离开该国前往其他國家、改变个人居住或工作地点等情況都屬於迁徙自由。  
许多国家的宪法和都规定了这种权利。例如《世界人权宣言》第 13 談到：
- “每个人都有权在各國境内自由迁徙和居住。”
- “每个人都有权离开包括他自己的国家在內的任何国家。” [3]

一些人和组织主张扩大迁徙自由。 迁徙自由受到各国政府的各种限制，甚至可能在一个国家的领土内各地情況的遷徙自由都有所不同。 此类限制通常基于公共卫生、維護秩序或安全等理由。 